# Donacesa ochrogaster
Donacesa ochrogaster är en fjärilsart som beskrevs av George Francis Hampson 1926. Donacesa ochrogaster ingår i släktet Donacesa och familjen nattflyn. Inga underarter finns listade i Catalogue of Life.